# Jean-Michel Sama Lukonde
Jean-Michel Sama Lukonde (Parigi, 4 agosto 1977) è un politico della Repubblica Democratica del Congo.
Ricopre il ruolo di Primo Ministro della Repubblica Democratica del Congo dal 15 febbraio 2021. È entrato ufficialmente a piene funzioni il 12 aprile 2021. È membro del partito Avenir du Congo.

## Biografia
Lukonde è nato il 4 agosto 1977 a Parigi e ha studiato come ingegnere di formazione. È il figlio di Stéphane Lukonde Kyenge, figura importante nella scena politica della sua Provincia nativa, assassinato nel 2001 a causa di uno scontro politico.
Dopo essere stato attivo in politica come membro del partito Avenir du Congo, è diventando uno dei più giovani deputati alla Assemblea Nazionale. Lukonde è stato poi nominato Ministro della Gioventù, Sport, e Leisure nel dicembre 2014, durante la presidenza di Joseph Kabila. Ha servito in questa posizione per 10 mesi, prima di dimettersi per sostenere il suo partito nell'opposizione all'offerta di Kabila per un terzo mandato consecutivo come presidente.
Nel giugno 2019, Lukonde è diventato il direttore generale di Gécamines: una delle più grandi compagnie minerarie in Africa e la più grande della Repubblica Democratica del Congo. È stato nominato per questa posizione dal presidente Félix Tshisekedi. Prima di tale incarico, è stato anche vice amministratore generale della Congo National Railway Company.
È stato nominato Primo Ministro da Tshisekedi nel febbraio 2021.